# Banu Marwan
De Banu Marwan waren een de facto onafhankelijke dynastie die van 884 tot 930 over het hedendaagse Extremadura en het zuiden van Portugal regeerde.

## Geschiedenis
Het werd gesticht door Abd al-Rahman ben Marwan ben Yunus, die van de Omajjadische emir van Córdoba, Mohammad I, de erkenning van een groot domein verkreeg, in ruil voor het handhaven van de orde en het erkennen van de soevereiniteit van de emir van Cordoba.
Abd al-Rahman regeerde de facto als een onafhankelijke emir (maar zonder dat de titel werd erkend) tot aan zijn dood in 889, toen hij werd opgevolgd door zijn zoon Marwan ben Abd al-Rahman. Deze stierf in 923 en werd opgevolgd door diens zoon Abd al-Rahman II ben Marwan. In 930 trokken troepen van de kalief van Córdoba Abd al-Rahman III Badajoz binnen en dwongen de emir zich te onderwerpen. Het emiraat van Banu Marwan kwam ten einde.